# Mohernando
Mohernando – gmina w Hiszpanii, w prowincji Guadalajara, w Kastylii-La Mancha, o powierzchni 26,36 km². W 2011 roku gmina liczyła 200 mieszkańców.